# Heraldyka kaszubska

Albecki, czyli przykład kaszubskiego herbu szlacheckiego

Dzięcielski, czyli inny przykład kaszubskiego herbu szlacheckiego

Heraldyka kaszubska zajmuje się herbami używanymi na terenie Kaszub.

## Pochodzenie szlachty kaszubskiej
Herby szlachty kaszubskiej podzielić można na cztery grupy pod względem pochodzenia narodowego: herby pruskie, polskie, zachodnie (niemieckie, śląskie, zachodniopomorskie) oraz rodzime herby kaszubskie.

## Godła herbów kaszubskich
Godła herbów kaszubskich również można podzielić na cztery grupy. Pierwsza to zwierzęta, najczęściej w pełnej postaci: wilk, ryś, wydra, byk, jastrząb, cietrzew, flądra, sowa, szpak, papuga, sokół i inne. Druga grupa to rośliny i przedmioty, najczęściej w grupie trzech, ułożone w wachlarz: strzały, lilie, róże, liście, krzaczki ruty, listki koniczyny, kwiaty itp. Grupa następna wywodzi się prawdopodobnie z dawnych kreskowych znaków własnościowych i zawiera najczęściej półksiężyc i gwiazdę w różnych układach. Herby te często uznawane są za odmiany polskiej Leliwy, chociaż są najpewniej rodzimego pochodzenia. Grupa czwarta zawiera elementy uzbrojenia, odmienione godła herbów polskich i wszystkie inne.

## Podobieństwa do heraldyki polskiej
Herby kaszubskie najczęściej są jednopolowe, co sugeruje, że można mówić o herbach polskich i kaszubskich w szerszym, "słowiańskim" kontekście.
W przypadku niektórych herbów można zapewne mówić o rodach herbowych, w szczególności o tych, które noszą w herbie: półksiężyc z gwiazdą, półksiężyc między dwoma gwiazdami, półksiężyc z krzyżem oraz inne herby mające ze sobą cechy wspólne. Dotyczy to prawdopodobnie rodu Witków i Machów. Swoistym rodem heraldycznym, choć sztucznie stworzonym na polską modłę, była grupa rodzin używająca odmian herbu Księżyc (Trzy Gwiazdy). Rodem herbowym mogli być też herbowni używający herbu Ryś i jego odmian (Janicz), Sas Pruski i jego odmian (Dargolewski, Lutomski, Garczyński, Gut, Wiecki II, Zapędowski, Zawadzki, Żukowski), Lew i jego odmian (Lew II, Lew III, Lew V, Dorzyn, Czirson, Kiedrowski, Lipiński IV, Paszk II).
Innym podobieństwem do heraldyki polskiej jest obecność proklam, czyli nazw własnych herbów. Swoje proklamy mają herby: Chośnicki (Strzały), Cietrzew, Nieczuła, Czarliński (Sówka), Borski (Noga goła), Doręgowski (Rogi na krzyż), Płachecki (Habicht), Pierzcha (Flądra). Jednakże nazwy te zostały prawdopodobnie sztucznie nadane przez polskich heraldyków.

## Charakterystyczne cechy
Cechą charakterystyczną kaszubskiej heraldyki jest zmienność herbów nawet w obrębie bliskich krewnych z tego samego rodu. Wiele rodów występujących w 1570 z jednym herbem w latach późniejszych notowani są z innymi herbami. Przykładem są Zapędowscy, notowani najpierw z herbem własnym, potem z odmianą herbu Sas Pruski. Przyczyn tego stanu rzeczy jest kilka. Po pierwsze, herb nie zawsze był związany z rodem, oznaką szlacheckości było samo posiadanie herbu, niekoniecznie identycznego jak krewni. Szlachta kaszubska składała się w dużej mierze z tzw. panków (dy panen), często siedzących na drobnych działach w jednej wsi. Pankowie byli często niepiśmienni i nie interesowali się kształtem herbu, tylko samym faktem posiadania herbu. Drugą przyczyną zmienności herbów mogła być zwykła niewiedza w czasie legitymacji szlachectwa, bądź celowe przywłaszczanie herbu możniejszego rodu. Kolejną praktyką było używanie tzw. "pieczęci przyjacielskich", tj. sygnowanie dokumentów pieczęcią sąsiada bądź przyjaciela wobec braku własnej. W końcu rodziny osiadając w nowych dobrach, przyjmowały nierzadko nowe nazwisko odmiejscowe, a razem z nim nowy herb.